# Vodní nádrž Slezská Harta
Slezská Harta je přehradní nádrž vybudovaná na řece Moravici v Nízkém Jeseníku poblíž města Bruntál. S rozlohou 8,7 km² jde o devátou největší přehradní nádrž na území České republiky. Délka vzdutí dosahuje 16,5 km. Stavba byla zahájena v roce 1987 a dokončena v roce 1997, jedná se o nejmladší velkou přehradní nádrž v České republice. Hlavním účelem je nadlepšování průtoku Moravice pro vodárenskou nádrž Kružberk, jejíž vzdutí začíná přibližně tři kilometry pod hrází Slezské Harty. Dále je to zlepšení jakosti surové vody, ustálení průtoku na řece Moravici, havarijní protipovodňová ochrana, chov ryb a rekreace. Přehrada je také vybavena malou vodní elektrárnou. 
Nádrží prochází historická zemská hranice Moravy a Slezska. Z geomorfologického hlediska leží Slezská Harta z větší části v geomorfologickém podcelku Vítkovských vrchů, který náleží k Nízkému Jeseníku.

## Informace o vodní nádrži
Přehrada byla postavena jako vodní dílo jehož hlavní účel je nadlepšování průtoku na řece Moravici pro vodárenskou nádrž Kružberk, jejíž vzdutí začíná přibližně tři kilometry pod hrází Slezské Harty. Postupně byl účel přehrady rozšířen o zlepšení jakosti surové vody a ustálení průtoku na řece Moravici, popřípadě na řece Opavě a Odře, do kterých se Moravice vlévá. Přehrada byla také vybavena malou vodní elektrárnou, která využívá minimálního odtoku pro výrobu elektrické energie. Další funkce, které přehrada plní, je havarijní protipovodňová ochrana, chov ryb, sportovní rybolov a rekreace. Slezská Harta také dodává surovou vodu do úpravny vody v Leskovci nad Moravicí, která dodává pitnou vodu pro Bruntálský vodovod. Z tohoto důvodu je na dolní části nádrže (tj. zhruba jeden kilometr od hráze) zavedeno pásmo hygienické ochrany prvního stupně, ve kterém je jakákoliv rekreace zakázána.[zdroj?]

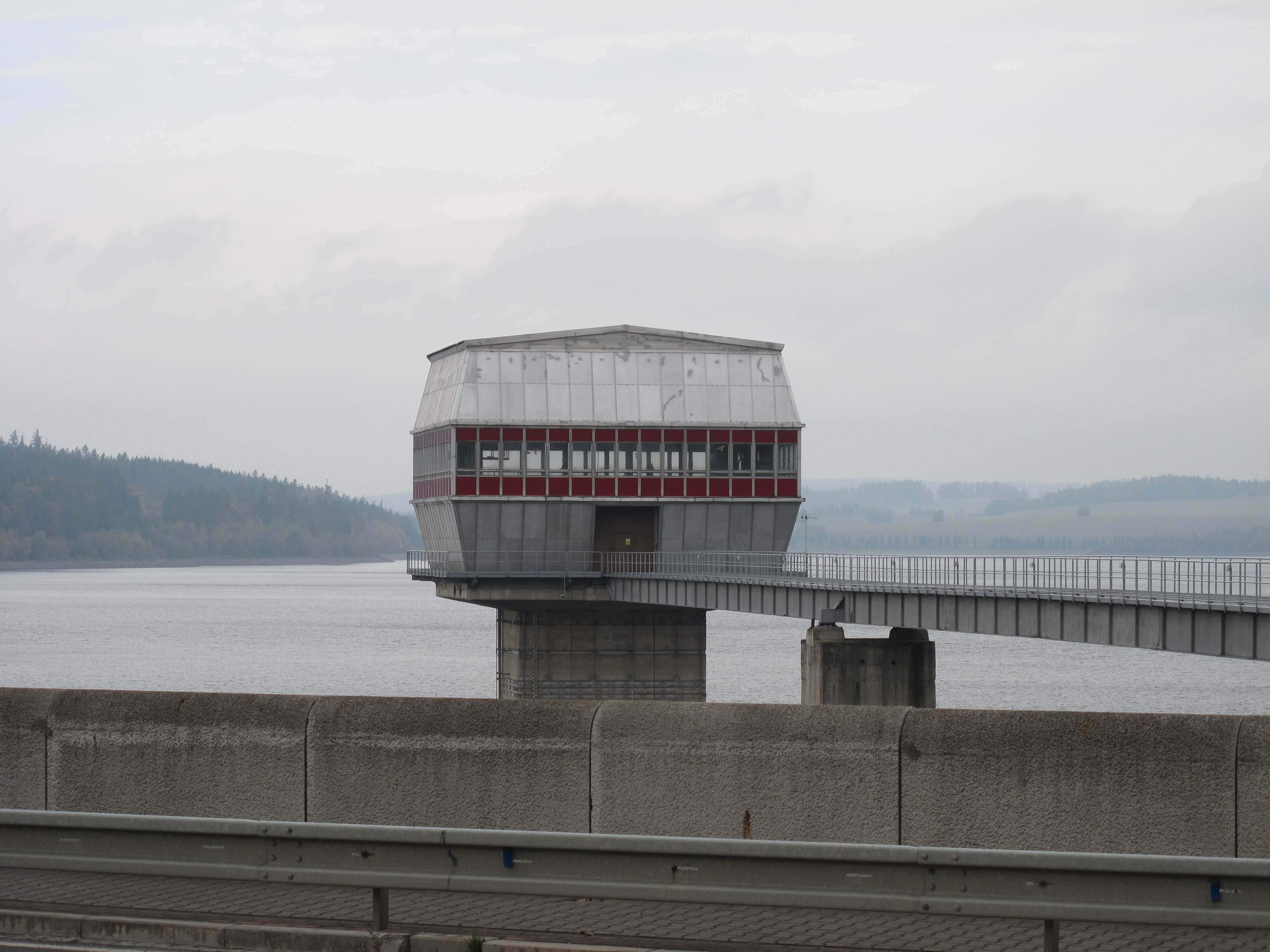
Odběrná věž Slezské Harty

### Informace o přehradě
Slezská Harta má sypanou hráz, která obsahuje střední šikmé jílové těsnicí jádro, které je obaleno dvoustupňovým pískovým filtrem a štěrkovou přechodovou zónou, která je umístěna mezi jílovým jádrem a kamenitou stabilizační části hráze. Hráz má celkový objem 2 528 000 m³. Celé dílo je usazeno do podložních štěrků a pod nimi do kulmské břidlice. Dále dílo pomáhá ukotvit injekční štola a na pravém břehu zavazovací stěna. Injekční štola je také revizní, tzn. že se v ní měří rozdíly tlaku vody na návodní a vzdušní straně hráze. Pro měření svislých pohybů hrázového tělesa jsou ve štole instalovány také geodetické body. Aby hráz nepropouštěla skrz podloží pod sebou vodu, bylo podloží utěsněno jednořadou injekční clonou, která dosahuje hloubky až 55 metrů. Celková délka vrtů injekční clony je 55,7 km. Veškeré funkční objekty přehrady jsou situovány k levému břehu. Vtoky a odběry jsou prováděny skrz odběrnou věž, která je předsazena před návodní líc hráze. Odběr vody je možný ze čtyř horizontů, každý umístěn v jiné hloubce. Tato věž je také nazývána jako mokrá, protože konstrukce jejího sloupu je dutá a tato dutina je napuštěna vodou. Věž je postavena přímo nad vtokovým objektem, ze kterého jsou vyraženy dvě odtokové štoly hrazené rychlozávěrnými tabulemi, která každá váží 9 tun. Štoly ústí přímo do vývaru a jsou zakončeny rozstřikovacími uzávěry. Jejich kapacita při maximální hladině je 2 x 44 m³/s. K převádění povodňových průtoků slouží nehrazený bezpečnostní přeliv se skluzem dlouhým 250 metrů. Vodní elektrárna se dvěma Francisovými turbínami o výkonu 2,75 a 0,4 MW se nachází v budově, která přímo přiléhá ke skluzu bezpečnostního přelivu. Na pravém břehu je postaveno provozní středisko Povodí Odry, které slouží správci nádrže. Po koruně hráze vede silnice II/452 z Bruntálu do Bílčic.[zdroj?]

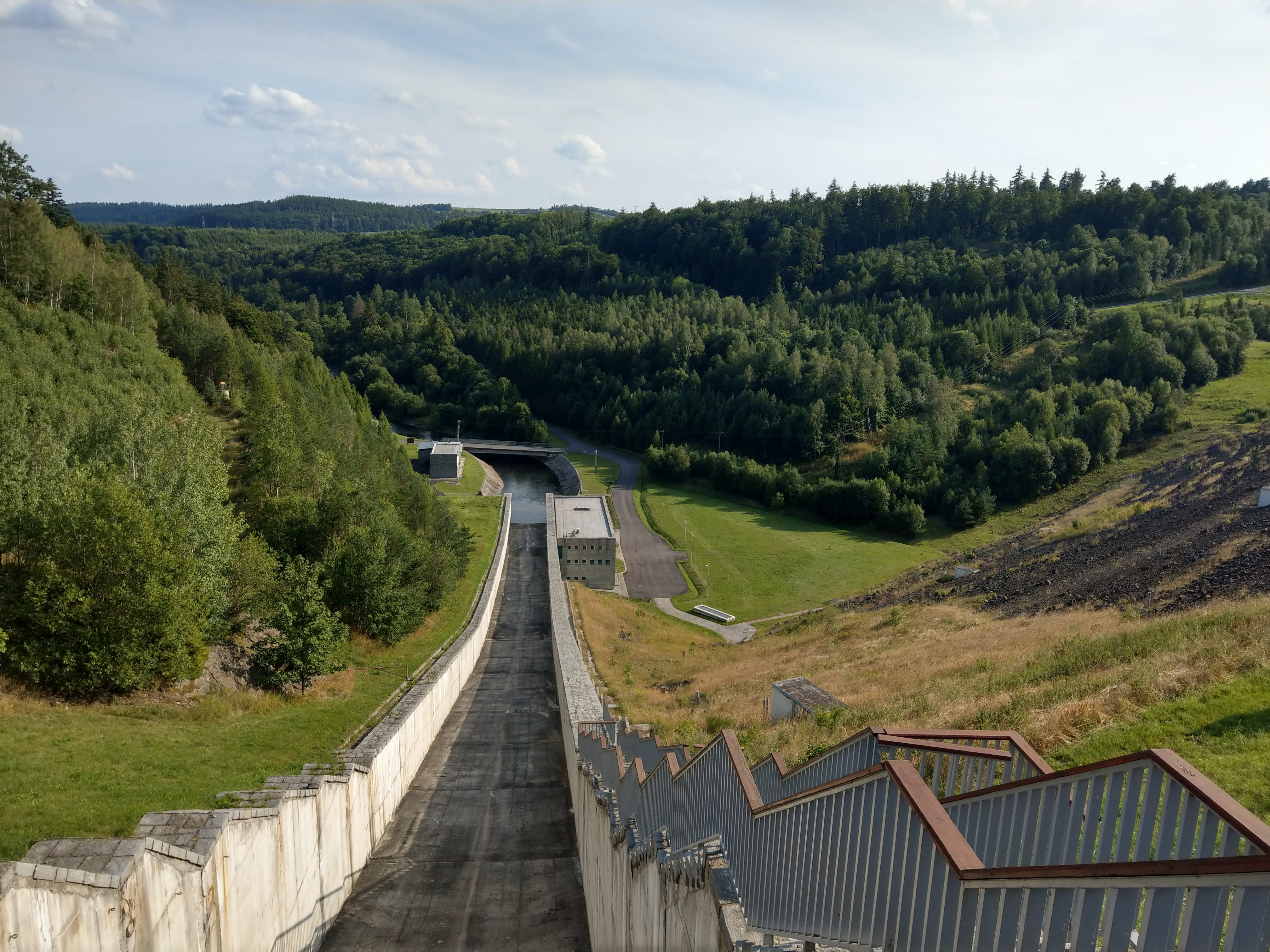
Bezpečnostní přeliv s budovou vodní elektrárny

### Výstavba

#### Plány a přípravy na stavbu
O výstavbě se začalo uvažovat už v 60. letech 20. století kvůli zvětšujícím se požadavkům na vodu ze strany průmyslu a obyvatel ve Slezsku a na severní Moravě. V roce 1984 proběhl první sociologický průzkum a poté geologický průzkum o vhodnosti stavby. Ačkoliv údolí samotné bylo v zásadě vhodné pro stavbu přehrady, v podloží pod místem přehrady byly stejně jako v případě vodní nádrže Kružberk objeveny kulmské horniny, tzn. jílovité břidlice s vložkami prachovců. Na pravém břehu byly navíc překryty lávovou vrstvou čediče, která se vylila z bývalé vyhaslé sopky Velký Roudný. Pod touto vrstvou navíc zůstaly staré vrstvy hlíny a štěrku ze čtvrtohor. Břeh byl proto z těchto důvodů na více místech ukotven a také byly instalovány protisesuvné zábrany. Před začátkem hlavní stavby byly vybudovány náhradní domy pro obyvatele zatopené oblasti a také postaveny objekty sloužící samotné stavbě.[zdroj?]

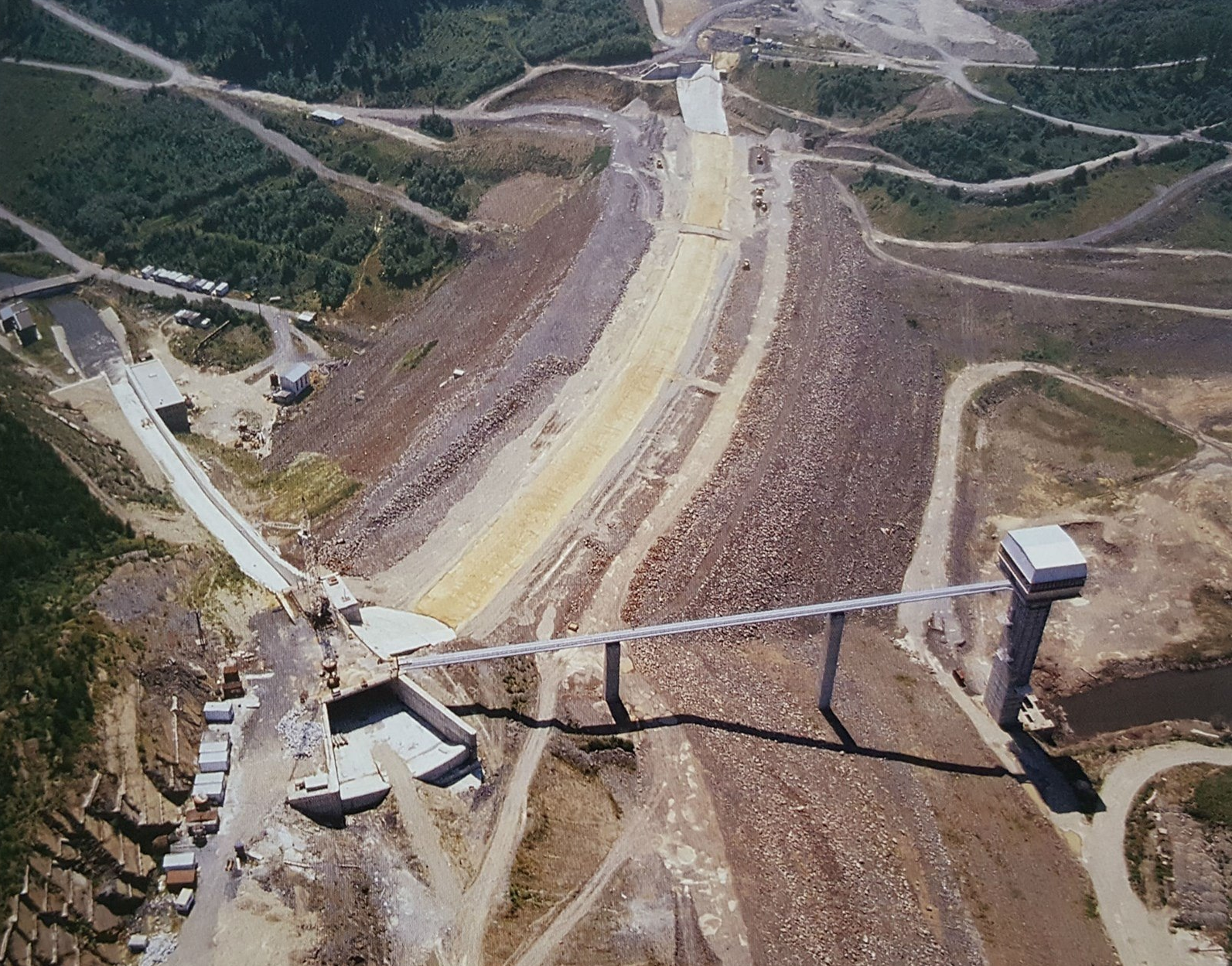
Pohled na staveniště hráze v roce 1995

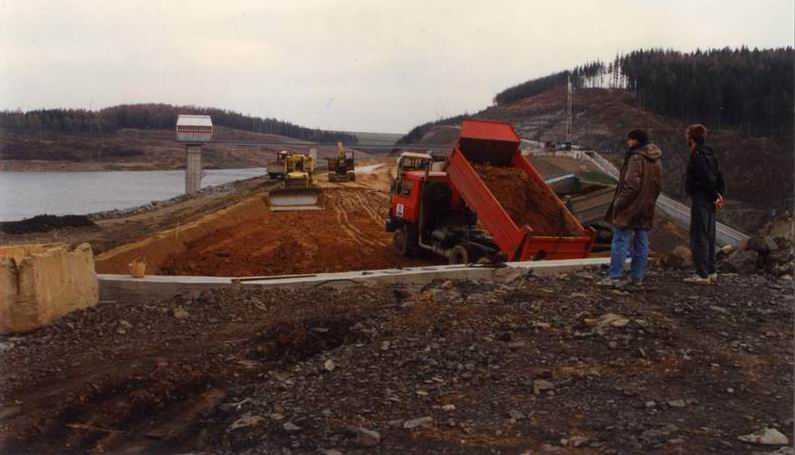
Stavba hráze v roce 1997

#### Výstavba
V roce 1986 začaly přípravné práce na stavbě a to geologický průzkum a výstavba provozních objektů stavby. Samotná výstavba hlavní hráze začala v roce 1987. Stavbu prováděla státní společnost Ingstav Brno, závod 07 Opava, po revoluci Ingstav Opava. Přehradou bylo zatopeno zcela nebo částečně šest obcí. Částečně byly zatopeny obce Nová Pláň, Razová, Dlouhá Stráň, Leskovec a Roudno. Téměř zcela byla zatopena obec Karlovec, která se nacházela na soutoku řeky Moravice a Černého potoka. Z celé obce zůstal zachován pouze kostel sv. Jana Nepomuckého s farou. Kostel, který byl postaven na kopci nad vesnicí, se nyní nachází na břehu přehradního jezera. V Leskovci fungovala přádelna lnu a pletárna, která byla pracovním místem pro pět stovek zaměstnanců a z důvodu stavby byla také odstraněna. Celkem bylo odstraněno 300 budov. Obyvatelé dostali finanční odškodnění a byli přesídleni do částí obcí nad vodou nebo do panelových domů v nedalekém Bruntálu. V celé zatopené oblasti byly vykáceny stromy a keře, zbourány všechny domy a přeloženy veškeré inženýrské sítě. Byly postaveny nové domy pro vystěhované obyvatele a také hotel v Razové pro pracovníky stavby. Dále pak přivaděč vody pro úpravnu vod v Leskovci nad Moravicí, cesty, silnice a mosty v okolí přehrady. Také byly instalovány kontrolní stanice a analyzátory pro kontrolu hráze. Stavební materiál se částečně bral ze zatopených lokalit a to v Leskovci a Karlovci (v tomto případě štěrkopísky, v lokalitách se musela odkrýt ložiska a po dokončení stavby rekultivovat), byl znovuotevřen kamenolom v Slezské Hartě a postaveno jíloviště u Leskovce.[zdroj?]

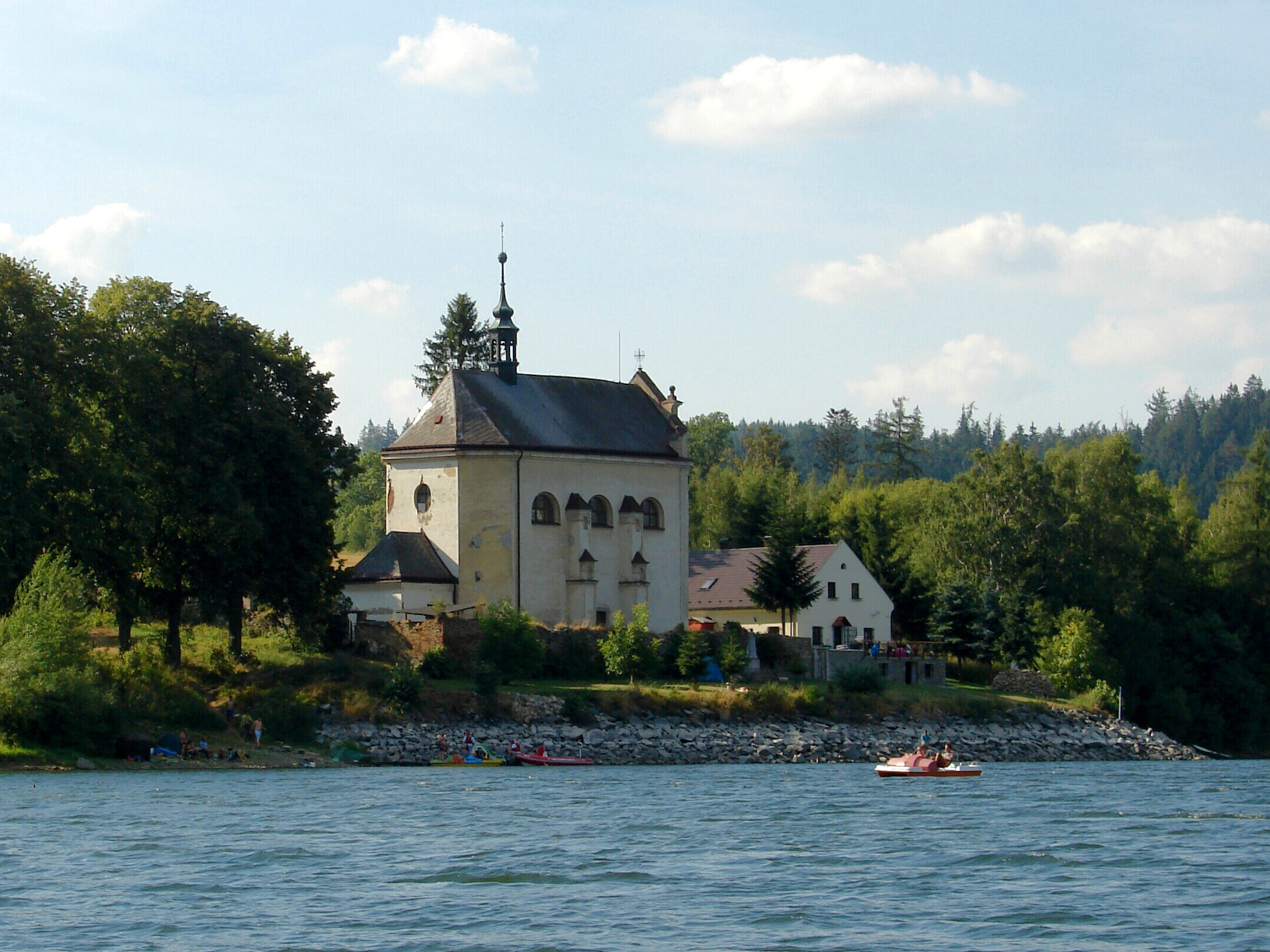
Kostel v Karlovci

#### Napouštění
Napouštění nádrže začalo počátkem roku 1996 a bylo ukončeno v roce 1998. Přehrada se měla podle odhadů napouštět až do roku 2002 (při suchu i déle), díky povodním v letech 1996 a 1997 se naplnila podstatně rychleji. Přehrada pomohla během povodní zadržet okolo 50 milionů m³ vody, maximální přítok do přehrady byl téměř 200 m³ za sekundu. Pro srovnání výtok z přehrady Kružberk, která je přímo pod přehradou Slezská Harta, byl v té době 1 m³/s, přičemž průměrný přítok je v červenci 1,2 m³/s z řeky Moravice a 0,2 m³/s z Černého potoka. Celkem zachytila 126 milionů m³ vody, jenom za rok 1997 hladina stoupla o 6,85 metru. Pro představu celkový maximální objem nádrže je až 219 milionů m³. Hrázný Jan Vrága označil tuto situaci tak, že se měla přehrada napouštět deset let, ale napustila se za tři týdny.

#### Náklady a problémy s financemi
Celkové vynaložené náklady byly udávány ve výši 2,5 miliardy korun. V této částce jsou náklady na stavbu, výkupy pozemků a nemovitostí. Čistá cena za stavbu je 1,5 miliardy korun. 745 milionů korun stál vodovodní přivaděč. V důsledku Sametové revoluce a dalších změn, například nedostatku financí, nebyl dodržen původní plán dokončit stavbu v roce 1992, ale stalo se tak až v roce 1997. Dokonce bylo uvažováno o ukončení stavby v průběhu stavby a uvedení údolí do původního stavu. Tyto úvahy o zastavení stavby vycházely ze zvyšování cen vody a s tím spojeným celkovým poklesem spotřeby surové vody. Práce ale byly v tak pokročilé fázi, že už bylo levnější vodní dílo dokončit. Slavnostní uvedení vodního díla do provozu proběhlo 27. listopadu 1997 za přítomnosti ministra zemědělství Josefa Luxe a generálního ředitele Povodí Odry Jiřího Šaška.[zdroj?]

### Pobřeží
Vodní plocha, která zabírá celkovou plochu 874 ha, tvarem připomíná čínského draka a je členěna četnými zátokami. Severní břeh lemuje silnice mezi Bruntálem a Leskovcem nad Moravicí, která na jihovýchodním břehu pokračuje do Bílčice. Kilometr od hráze je vyznačeno bójemi první ochranné pásmo pro udržení kvality vody, do kterého nesmí nikdo vstupovat, ať už loděmi nebo jenom rybařit. V roce 2020 bylo na celé nádrži zavedeno ochranné pásmo druhého stupně, které omezuje některé rekreační aktivity.[zdroj?]

### Doprava po přehradě
Na přehradě je zákaz provozu plavidel se spalovacími motory, výjimku mají správci nádrže a vodní záchranáři. Během letní sezóny jsou vypravovány pravidelné okružní plavby po přehradě. Problémem zůstává časté kolísání hladiny, které znesnadňuje výstavbu zázemí a to například stavbu mol a pláží.[zdroj?]

## Zajímavosti
Natáčel se zde velkofilm Johanka z Arku.
V seriálu Velké sedlo se v posledním devátém dílu nachází záběry na dnes zatopené dno přehrady, zatopené vesnice Karlovec a průzkumné práce, které proběhly před samotnou stavbou a také několik leteckých záběrů.

### Ryby v přehradě
Kapr obecný, parma obecná, cejnek malý, cejn velký, lín obecný, amur bílý, karas obecný, ostroretka stěhovavá, mník jednovousý, plotice obecná, jelec proudník, ouklej obecná, vranka obecná, jelec jesen, perlín ostrobřichý, jelec tloušť, hrouzek obecný, ježdík obecný, střevle potoční, slunka obecná, štika obecná, candát obecný, úhoř říční, okoun říční, sumec velký, pstruh obecný, lipan podhorní, pstruh duhový, siven americký, sumec malý.[zdroj?]